# Liste des championnes du monde poids super-welters de boxe anglaise
La liste des championnes du monde de boxe poids super-welters regroupe les championnes du monde de boxe anglaise de la catégorie des poids super-welters reconnues par les organisations suivantes :
- La WBA (World Boxing Association), fondée en 1921 et succédant à la NBA (National Boxing Association) en 1962,
- La WBC (World Boxing Council), fondée en 1963,
- L'IBF (International Boxing Federation), fondée en 1983,
- La WBO (World Boxing Organization), fondée en 1988.

Mise à jour : 1er décembre 2022

## WBA
| Gain du titre     | Perte du titre    | Championne          | Défenses |
| ----------------- | ----------------- | ------------------- | -------- |
| 15 septembre 2006 | 4 janvier 2009    | Giselle Salandy     | 5        |
| 30 septembre 2012 | 2014              | Layla McCarter (en) | 0        |
| 18 juin 2016      | 2021              | Hanna Gabriels (en) | 4        |
| 5 novembre 2021   | 24 septembre 2022 | Hannah Rankin (en)  | 1        |
| 24 septembre 2022 |                   | Terri Harper (en)   | 0        |

## WBC
| Gain du titre     | Perte du titre   | Championne             | Défenses |
| ----------------- | ---------------- | ---------------------- | -------- |
| 15 septembre 2006 | 4 janvier 2009   | Giselle Salandy        | 5        |
| 2 septembre 2009  | 2011             | Christy Martin (en)    | 0        |
| 14 août 2012      | 10 novembre 2012 | Mia St. John           | 0        |
| 10 novembre 2012  | 2013             | Tiffany Junot          | 0        |
| 4 novembre 2014   | 2016             | Mikaela Laurén (en)    | 3        |
| 10 novembre 2012  | 2019             | Ewa Piątkowska (en)    | 2        |
| 10 janvier 2020   | 2021             | Claressa Shields       | 1        |
| 27 novembre 2021  | 3 septembre 2022 | Patricia Berghult (en) | 0        |
| 3 septembre 2022  |                  | Natasha Jonas          | 1        |

## IBF
| Gain du titre     | Perte du titre    | Championne                 | Défenses |
| ----------------- | ----------------- | -------------------------- | -------- |
| 1er avril 2011    | 2011              | Jennifer Retzke            | 0        |
| 12 avril 2014     | 2015              | Paola Gabriela Casalinuovo | 1        |
| 12 août 2017      | 1er décembre 2018 | Chris Namús (en)           | 1        |
| 1er décembre 2018 | 5 mars 2021       | Marie-Eve Dicaire (en)     | 3        |
| 5 mars 2021       | 2021              | Claressa Shields           | 0        |
| 17 décembre 2021  | 12 novembre 2022  | Marie-Eve Dicaire (en)     | 0        |
| 12 novembre 2022  |                   | Natasha Jonas              | 0        |

## WBO
| Gain du titre    | Perte du titre  | Championne          | Défenses |
| ---------------- | --------------- | ------------------- | -------- |
| 29 mai 2010      | 28 février 2013 | Hanna Gabriels (en) | 3        |
| 28 février 2013  | 2014            | Oxandia Castillo    | 0        |
| 20 décembre 2014 | 2018            | Hanna Gabriels (en) | 4        |
| 10 janvier 2020  | 2021            | Claressa Shields    | 1        |
| 19 février 2022  |                 | Natasha Jonas       | 2        |